# Minh Từ Hoàng thái phi
Minh Từ Hoàng thái phi (chữ Hán: 明慈皇太妃; ?– 1365), người họ Lê, không rõ tên húy, còn được gọi là Anh Tư Phu nhân (英姿夫人) hay Anh Tư Nguyên phi (英姿元妃), là một cung phi của vua Trần Minh Tông và là mẹ sinh của hai vua Trần Hiến Tông và Trần Nghệ Tông trong lịch sử Việt Nam.

## Xuất thân
Minh Từ Thái phi nguyên quán ở Giáp Sơn (nay thuộc thị xã Kinh Môn, tỉnh Hải Dương), là em cùng mẹ với Lệ Thánh Hoàng hậu (nguyên phối của vua Trần Minh Tông). Theo Đại Việt sử ký toàn thư, mẹ của hai bà là con gái của Nguyễn Thánh Huấn, giáo thụ (thầy dạy) của vua Trần Nhân Tông khi còn là Thái tử. Lệ Thánh là con của Nguyễn phu nhân với Huệ Vũ Đại vương Trần Quốc Chẩn, còn Minh Từ là con của một người họ Lê.
Ngoài hai bà Lệ Thánh và Minh Từ, vua còn một bà thứ phi khác là Đôn Từ Hoàng thái phi họ Lê, là một người chị em họ với bà Minh Từ, mẹ sinh của vua Trần Duệ Tông. Cả hai bà Minh Từ và Đôn Từ đều là vai cô của Hồ Quý Ly.

## Con trai được lập làm Thái tử
Lê Thái phi nhập cung đã được Minh Tông phong làm Anh Tư Phu nhân (英姿夫人), dần dần được tấn làm Nguyên phi (元妃), xếp dưới mỗi Hoàng hậu. Bà đã sinh cho vua được hai người con trai, là hoàng trưởng tử Trần Vượng (1319) và hoàng tam tử Trần Phủ (1321).
Do ngôi Thái tử bỏ trống đã 15 năm nên nhà vua có ý muốn lập Trần Vượng làm Thái tử, song vì luật lệ nhà Trần khi đó chỉ cho phép truyền ngôi cho Đích trưởng tử nên vua vẫn còn chần chừ. Quốc trượng Trần Quốc Chẩn vẫn khuyên vua đợi Lệ Thánh Hoàng hậu sinh được con trai hẵn lập. Cương Đông Văn Hiến hầu (không rõ húy) là con của Chiêu Văn Đại vương Trần Nhật Duật, muốn đánh đổ hoàng hậu để lập hoàng tử Vượng, mới đem vàng đút lót cho tên hầu của Quốc Chẩn là Trần Phẫu, bảo vu cáo Quốc Chẩn âm mưu phản loạn. Minh Tông cho bắt giam Quốc Chẩn ở chùa Tư Phúc rồi đem việc ấy hỏi Thiếu bảo Trần Khắc Chung. Khắc Chung cùng vây cánh với Văn Hiến hầu, lại cùng quê với phu nhân Anh Tư, và cũng từng làm thầy dạy của hoàng tử Vượng, liền trả lời: "Bắt hổ thì dễ, thả hổ thì khó". Vua mới cấm tuyệt không cho Quốc Chẩn ăn uống, bắt ông tự tử.
Có giả thuyết cho rằng, chính bà Anh Tư Nguyên phi mới là chủ mưu của vụ án oan Trần Quốc Chẩn. Có thể bà đã câu kết với Văn Hiến Hầu và Trần Khắc Chung nhằm vu cho Quốc Chẩn tội mưu phản, khiến ông bị xử tử, mục đích là để đưa con trai lên làm Thái tử nhằm tranh đoạt với chị mình là hoàng hậu Lệ Thánh.
Năm Đại Trị thứ 8 (1365) đời vua Trần Dụ Tông, mùa đông, Nguyên phi Anh Tư qua đời. Năm Thiệu Khánh thứ 2 (1371), tháng giêng, Trần Nghệ Tông truy tôn mẹ mình làm Minh Từ Hoàng thái phi (明慈皇太妃).